# Мура, Эрик
Эрик Мура (фр. Éric Mura, родился 22 января 1963 года в Сен-Сир-л’Эколь) — французский футболист, выступавший на позиции защитника. Известен как один из игроков марсельского «Олимпика» эпохи Бернара Тапи.

## Биография
До прихода в марсельский «Олимпик» играл за «Анси» и «Мартиг», за марсельцев выступал с 1983 по 1991 годы, став одним из важнейших игроков команды. В сезоне Кубка европейских чемпионов 1989/1990 в четвертьфинале 21 марта 1990 года против софийского ЦСКА столкнулся с Гаэтаном Юаром, нанеся тому неумышленно травму ноги (Уар пропустил почти весь сезон). В следующем был включён в заявку «Олимпика» на финал Кубка европейских чемпионов против «Црвены звезды», однако остался на скамейке запасных. Карьеру завершал в клубах «Страсбур» и «Бастия».

## Достижения
- Чемпион Франции: 1988/1989, 1989/1990, 1990/1991
- Обладатель Кубка Франции: 1988/1989